# 蒙福孔 (加尔省)
蒙福孔（法語：Montfaucon，法語發音：[mɔ̃fokɔ̃]）是法国加尔省的一个市镇，位于该省东北部，属于尼姆区。

## 地理
蒙福孔（44°4'28"N, 4°45'16"E）面积4.24 平方千米，位于法国奧克西塔尼大區加尔省，该省份为法国南部沿海省份，南端濒地中海，北起顺时针与阿尔代什省、沃克吕兹省、罗讷河口省、埃罗省、阿韦龙省和洛泽尔省接壤。
与蒙福孔接壤的市镇（或旧市镇、城区）包括：卡德鲁斯、洛丹-拉杜瓦斯、罗克莫尔、圣热涅斯-德科莫拉斯、奥朗日。

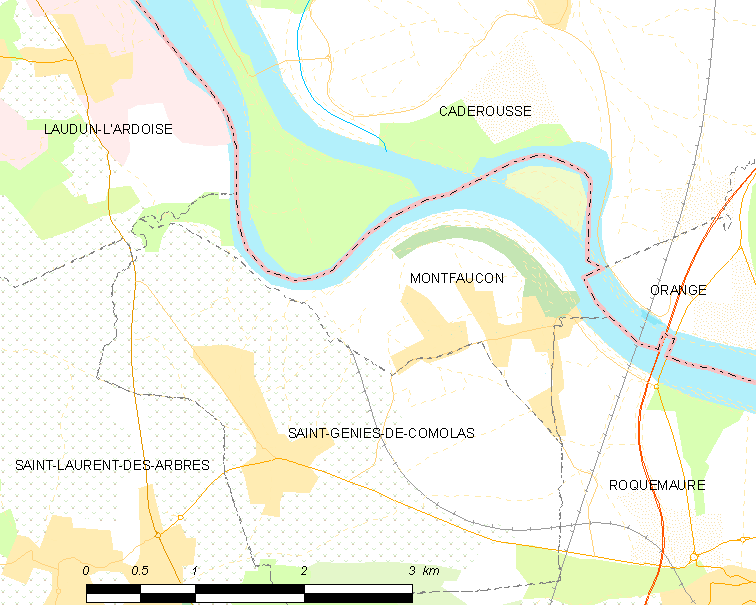
的OSM定位图

蒙福孔的时区为UTC+01:00、UTC+02:00（夏令时）。

## 行政
蒙福孔的邮政编码为30150，INSEE市镇编码为30178。

## 政治
蒙福孔所属的省级选区为罗克莫尔县。

## 人口

1962-2008年间人口变化图示

蒙福孔于2022年1月1日时的人口数量为1525人。